# Fernando Altimani
Fernando Atlimani (ur. 8 grudnia 1893 w Mediolanie, zm. 2 stycznia 1963 tamże) – włoski lekkoatleta specjalizujący się w chodzie sportowym, medalista igrzysk olimpijskich oraz mistrzostw kraju.
Altimani reprezentował Królestwo Włoch na V Letnich Igrzyskach Olimpijskich w 1912 roku w Sztokholmie, gdzie wystartował w chodzie na 10 kilometrów. W fazie półfinałowej miał czwarty czas i zakwalifikował się do finału, gdzie wywalczył jedyny włoski medal, brązowy, w lekkiej atletyce na tych igrzyskach.
Był dziewięciokrotnym mistrzem kraju w chodzie sportowym. W latach 1910-1914 pięciokrotnie zdobył złoto na dystansie 1,5 km, a w latach 1910-1913 czterokrotnie tryumfował na dystansie 10 km.
Rekordy życiowe:
- chód na 10 km – 44:34,40 (1913)